# Oțelu Roșu
Oțelu Roșu – miasto w Rumunii, w okręgu Caraș-Severin. Liczy 10 510 mieszkańców (2011).